# Orothrips
Orothrips – rodzaj wciornastków z podrzędu pokładełkowych i rodziny dziewięciorkowatych (Aeolothripidae).

## Morfologia
Na głowie brak długich szczecin za oczami, a na przedtułowiu rzędu szczecinek na tylnym brzegu. Czułki bez wyniesionych szczecinek; z parą sensoriów na trzecim i czwartym członie. Człony od siódmego do dziewiątego coraz krótsze. Skrzydła z przepaskami i o przednich krawędziach prostych. Przednia para nieco rozszerzona ku wierzchołkowi, opatrzona ciemnymi, poprzecznymi przepaskami.

## Systematyka
Należą tu gatunki:
- Orothrips keeni Moulton, 1927
- Orothrips kelloggii Moulton, 1907
- Orothrips priesneri Titschack, 1958
- Orothrips yosemitei Moulton, 1911